# Kamal Dschumblat
Kamal Fuad Dschumblat (arabisch كمال جنبلاط Kamal Dschanbulat, DMG Kamāl Ǧanbulāṭ, französisch Kamal Joumblatt; * 6. Dezember 1917 in Moukhtara, Distrikt Chouf; † 16. März 1977) war ein libanesischer Politiker und Führer der gegen die Regierung operierenden Kräfte in den frühen Jahren des libanesischen Bürgerkriegs. Er ist der Vater des gegenwärtigen Führers der Drusen Walid Dschumblat.

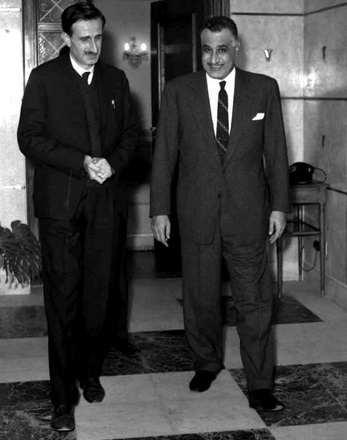
Kamal Dschumblat (links) mit Nasser (1966)

1969 schlossen sich auf Dschumblats Initiative mehrere politisch links stehende Parteien zur Libanesischen Nationalen Bewegung zusammen. Die entstehende Polarisierung der libanesischen Parteienlandschaft in linke muslimische und rechte christliche Parteien trug zum Ausbruch des Libanesischen Bürgerkriegs (1975–1990) bei. Dschumblat wurde bei allen Wahlen zum libanesischen Parlament von 1943 bis zu seiner Ermordung im Jahre 1977 als Abgeordneter wiedergewählt (mit Ausnahme von 1956).

## Leben

### Frühe politische Karriere

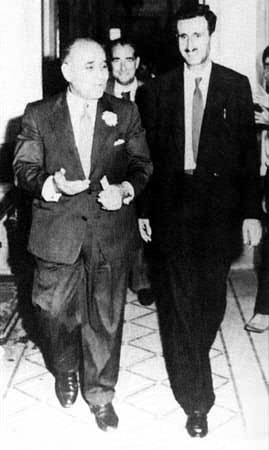
Dschumblat (rechts) mit Saeb Salam (1957)

Kamal Dschumblat wurde 1917 in Moukhtara im Distrikt Chouf als Mitglied der prominenten Dschumblat-Familie geboren, welche traditionell die Anführer der Drusen stellten. Sein Vater war Fouad Dschumblat (1885–1921), der am 6. August 1921 einem Attentat zum Opfer fiel. Nach dem Tode seines Vaters spielte Kamal Dschumblats Mutter Nazira Dschumblat (1890–1951) über ein Vierteljahrhundert eine signifikante Rolle. Sie hat ihm den Weg geöffnet. Seine Schwester Linda Dschumblat Alatrache war ebenfalls in Beirut ermordet worden.
Dschumblat studierte in Frankreich an der Sorbonne und erreichte Abschlüsse in Psychologie und Soziologie. Er kehrte nach dem Ausbruch des Zweiten Weltkriegs 1939 in den Libanon zurück und setzte sein Studium an der Université Saint-Joseph fort, wo er 1945 einen Abschluss in Rechtswissenschaften erreichte.
Am 1. Mai 1948 heiratete er May Arslan, die Tochter des Prinzen Schakib Arslan. Die Arslans waren eine andere bedeutende libanesische Drusenfamilie. Ihr einziger Sohn Walid erblickte am 7. August 1949 das Licht der Welt.
Kamal Dschumblat war zwischen 1941 und 1942 Rechtsanwalt und als Staatsanwalt der libanesischen Regierung vorgesehen. 1943 ging er nach dem Tod seines Verwandten Hikmat Dschumblat in die Politik. Im September wurde er bei den Wahlen zum ersten Mal in die Nationalversammlung als Abgeordneter für Libanonberg gewählt. 1946 wurde er Minister für Wirtschaft, Landwirtschaft und soziale Angelegenheiten.
Im Jahre 1947 trat er aus Protest gegen Wahlbetrug, trotz seines eigenen Erfolges bei der Parlamentswahl, aus der Regierung zurück. Gleichzeitig protestierte er damit gegen die, wie er es nannte, Korruption der Regierung von Béchara el-Khoury und war einer der Gründer der Bewegung, die später den Fall el-Khourys herbeiführte.
Am 17. März 1949 gründete Kamal Dschumblat offiziell die Parti socialiste progressiste (PSP) (الحزب التقدمي الاشتراكي al-Hizb at-taqadummi al-ischtiraki). Die Partei ist Vollmitglied der Sozialistischen Internationale. Die PSP ist eine säkular ausgerichtete sozialistische Partei, die dem konfessionellen Charakter der libanesischen Politik entgegensteht. In der Praxis wurde dies durch den Dschumblat-Clan insbesondere propagiert. 1951 wurde er zum dritten Mal zum Abgeordneten für Libanonberg gewählt.

### Libanonkrise 1958
Im Jahre 1953 wurde Dschumblat zum vierten Mal gewählt. Er gründete die Volkssozialistische Front und führte die Opposition gegen den neuen Präsidenten Camille Chamoun. Der pro-westliche Chamoun knüpfte Libanon an die Politik der Vereinigten Staaten und Großbritanniens, die zu dieser Zeit mit dem Entwurf des Baghdad-Pakts beschäftigt waren, der aus dem Irak der Haschimiten, der Türkei und Pakistan bestand. Dies wurde von den Panarabisten als eine Koalition des Imperialismus gewertet und von der einflussreichen Nasser-Bewegung abgelehnt. Dschumblat unterstützte Ägypten, das durch Israel, Frankreich und Großbritannien während der Sueskrise 1956 angegriffen wurde, während Chamoun und Teile der Maroniten die Invasion unterstützten. Die konfessionellen Spannungen wuchsen in dieser Periode, und beide Seiten begannen sich für den gewaltsamen Konflikt zu rüsten.
Im Jahre 1956 verfehlte er zum einzigen Mal die Wiederwahl in die Nationalversammlung und beklagte sich über Gerrymandering und Wahlbetrug durch die Behörden. Zwei Jahre später war er einer der Führer eines politischen Aufstands, der zu der Libanonkrise 1958 führte und sich gegen Camille Chamouns, von Maroniten dominierte Regierung richtete. Die Unruhen eskalierten in Straßenkämpfen und Guerillaangriffen. Obwohl die Revolte vielerlei politische und konfessionelle Konflikte widerspiegelte, unterlag sie einer Ideologie des Pan-Arabismus und wurde stark durch Syrien als Teil der gerade gegründeten Vereinigten Arabischen Republik unterstützt. Der Aufstand endete nach der Intervention der Vereinigten Staaten an der Seite der Chamoun-Regierung, als die US Marines Beirut besetzten. Die politische Beruhigung erfolgte durch den Rücktritt Chamouns und die Ernennung von Fuad Schihab zum neuen Präsidenten des Libanon.

### Einigung der Opposition
Dschumblat saß 1960 der Afro-Asian People’s Conference vor und gründete im selben Jahr die Nationale Kampffront, eine Bewegung, die eine größere Zahl nationalistischer Abgeordnete vereinigte. In dem Jahr kehrte er auch (mit seiner fünften Wahl zum Abgeordneten) in die Nationalversammlung zurück und seine Kampffront gewann 11 Sitze. Von 1960 bis 1961 war er zum zweiten Mal Minister, diesmal Minister für die nationale Bildung und 1961 wurde er zum Minister für öffentliche Arbeiten und Planungen. Von 1961 bis 1964 war er Innenminister.
Am 8. Mai 1964 gewann er zum sechsten Mal einen Parlamentssitz und 1966 wurde er zum Minister für öffentliche Arbeiten und Minister für Post, Telefon und Telegraphie ernannt. Er repräsentierte Libanon beim Kongress der afro-asiatischen Solidarität und saß einer Delegation aus Parlamentariern vor, die 1966 die Volksrepublik China besuchte.
Er unterstützte die Palästinenser in ihrem Kampf gegen Israel aus ideologischen Gründen, aber auch, um Unterstützung durch die palästinensischen Fedajin zu erhalten, die ihre Basis in den libanesischen Flüchtlingslagern hatten. Die große Zahl von palästinensischen Flüchtlingen wurde von der Mehrheit der Christen im Libanon abgelehnt, aber Dschumblat schaffte es, einen harten Kern der Opposition um die arabisch-nationalistischen Parolen der palästinensischen Bewegung herum zu bilden. Eine neue libanesische Ordnung verlangend, die auf Säkularismus, Sozialismus, Arabismus und einer Abschaffung des konfessionellen Systems beruhte, begann Dschumblat, enttäuschte Sunniten, Schiiten und linke Christen in eine nationale Oppositionsbewegung zu sammeln.

### Der Weg zum Bürgerkrieg
Am 9. Mai 1968 wurde Dschumblat zum siebten Male zum Abgeordneten gewählt und 1970 wurde er erneut zum Innenminister ernannt, eine Belohnung für seinen Stimmungswechsel in letzter Minute bei den Präsidentschaftswahlen, die den Sieg von Suleiman Frangieh mit einer Stimme über Elias Sarkis bewirkte, der wie der klare Sieger ausgesehen hatte. Als Innenminister legalisierte er die Libanesische Kommunistische Partei (LCP) und die Syrische Soziale Nationalistische Partei (SSNP). 1972 erhielt Kamal Dschumblat von der Sowjetunion den „Lenin-Friedenspreis“. Im selben Jahr wurde er zum achten Male in die Nationalversammlung gewählt. Im folgenden Jahr wurde einstimmig zum Generalsekretär der Arabischen Front bestimmt, eine Bewegung, die Anhänger der palästinensischen Revolution war.
Die 1970er-Jahre brachten im Libanon eine wachsende Spannung zwischen der christlich-dominierten Regierung und muslimischen und linken Oppositionsgruppen, die eine bessere Vertretung im Regierungsapparat und eine stärkere Einbindung in die Arabische Welt verlangten. Der Konflikt drehte sich mehr oder weniger um dieselben konfessionellen und politischen Positionen wie bereits während der Libanonkrise 1958.
Sowohl die Opposition als auch ihre wichtigen christlichen Gegenspieler organisierten bewaffnete Milizen und das Risiko eines bewaffneten Konflikts erhöhte sich ständig. Dschumblat hatte seine eigene PSP in eine Armee überführt, die er zum Rückgrat der Libanesischen Nationalbewegung (LNM) machte, einer Koalition von Libanesen des linken Flügels, welche die Abschaffung des Konfessionsquotensystems verlangte, durch das sich die Moslems diskriminiert fühlten. In die LNM traten auch palästinensische Radikale der Ablehnungsfront ein und das Bündnis unterhielt gute Beziehungen mit der Palästinensischen Befreiungsorganisation (PLO). Die Anwesenheit der Palästinenser in den Reihen der Opposition war eine Neuerung gegenüber dem Konflikt von 1958.

### Libanesischer Bürgerkrieg
Im April 1975 hat eine Serie von Revancheakten in einem Massaker an palästinensischen Arbeitern durch die Phalange gegipfelt, wodurch offene Straßenkämpfe in Beirut ausgelöst wurden. Im August 1975 verkündete Dschumblat ein Programm zur Reform des politischen Systems im Libanon und die LNM stellte die Legitimität der Regierung öffentlich in Frage. Im Oktober brach eine neue Runde der Kämpfe aus und verbreitete sich schnell durch das ganze Land: Der libanesische Bürgerkrieg hatte begonnen.
Von 1975 bis 1976 agierte Dschumblat als Hauptführer der libanesischen Opposition im Bürgerkrieg und mit Hilfe der PLO gewann die LNM schnell die Kontrolle über beinahe 70 % der Fläche des Libanon. Dies verursachte die syrische Intervention auf Wunsch der christlichen Führung des Landes, da das Regime von Assad den Kollaps der christlich dominierten Ordnung fürchtete. Etwa 40.000 syrische Soldaten fielen 1976 in den Libanon ein und überrannten rasch die Positionen der LNM; ein Waffenstillstand wurde erklärt und die Kämpfe schwollen ab. Der Konflikt als solcher blieb allerdings ungelöst und während des Jahres 1977 begann die Gewalt zu eskalieren.

### Attentat auf Dschumblat
Am 16. März 1977 fiel Kamal Dschumblat einem Attentat zum Opfer. Zu den primären Verdächtigen gehören die großsyrische Gruppierung Syrische Soziale Nationalistische Partei (SSNP), die schon 1958 an der Seite Chamouns gegen Dschumblatt gekämpft hatte. Erst im Jahre 2005 beschuldigte sein Sohn Walid Dschumblat, der ihm 1977 sofort als Führer der Drusen im Libanon und Vorsitzender der PSP gefolgt war, syrische Geheimdienstagenten mit der Verantwortung für die Ermordung seines Vaters. Walid hatte jahrelang immer wieder wechselnd mit oder gegen Syrien agiert und schließlich 1991 endgültig mit Syrien gebrochen. Zweifel an der syrischen Verwicklung waren im Libanon aber schon früh aufgekommen.
Im Juni 2005 behauptete George Hawi, der frühere Generalsekretär der Libanesischen Kommunistischen Partei, in einem Interview mit Al Jazeera, dass Rifaat al-Assad, der Bruder von Hafiz al-Assad und Onkel des damaligen syrischen Präsidenten Baschar al-Assad hinter der Tötung von Dschumblat stand. Im Libanon hält sich das Gerücht, dass Syrien auch in den Tod Hawis durch eine Autobombe einige Tage später verwickelt sei.

## Werke
Kamal Dschumblat schrieb mehr als 1200 Artikel, sowohl in arabischer als auch in französischer Sprache.
- Kamal Joumblat: I speak for Leban, Zed Press, London 1982. ISBN 0-86232-097-6 (Original französisch; das Manuskript des Buches war wenige Tage vor Dschumblats Tod fertig und wurde posthum 1982 veröffentlicht.)